# Monika Romaszko
Monika Romaszko (13 de abril de 2002) es una deportista polaca que compite en atletismo, especialista en las carreras de velocidad. En los Juegos Europeos de Cracovia 2023 consiguió una medalla de plata en la prueba de 4 × 100 m.

## Palmarés internacional
| Juegos Europeos | Juegos Europeos   | Juegos Europeos  | Juegos Europeos |
| Año             | Lugar             | Medalla          | Prueba          |
| --------------- | ----------------- | ---------------- | --------------- |
| 2023            | Chorzów (Polonia) | Medalla de plata | 4 × 100 m       |